# Thermodesulfobium narugense
Thermodesulfobium narugense  è una specie di batterio appartenente alla famiglia delle Thermodesulfobiaceae.